# Palkonya
Palkonya è un comune dell'Ungheria di 301 abitanti (dati 2008) situato nella contea di Baranya, regione Transdanubio Meridionale